# 悬钩子蔷薇
悬钩子蔷薇（学名：Rosa rubus）为蔷薇科蔷薇属下的一个变型。

## 扩展阅读
維基物種上的相關：悬钩子蔷薇